# Pleurant

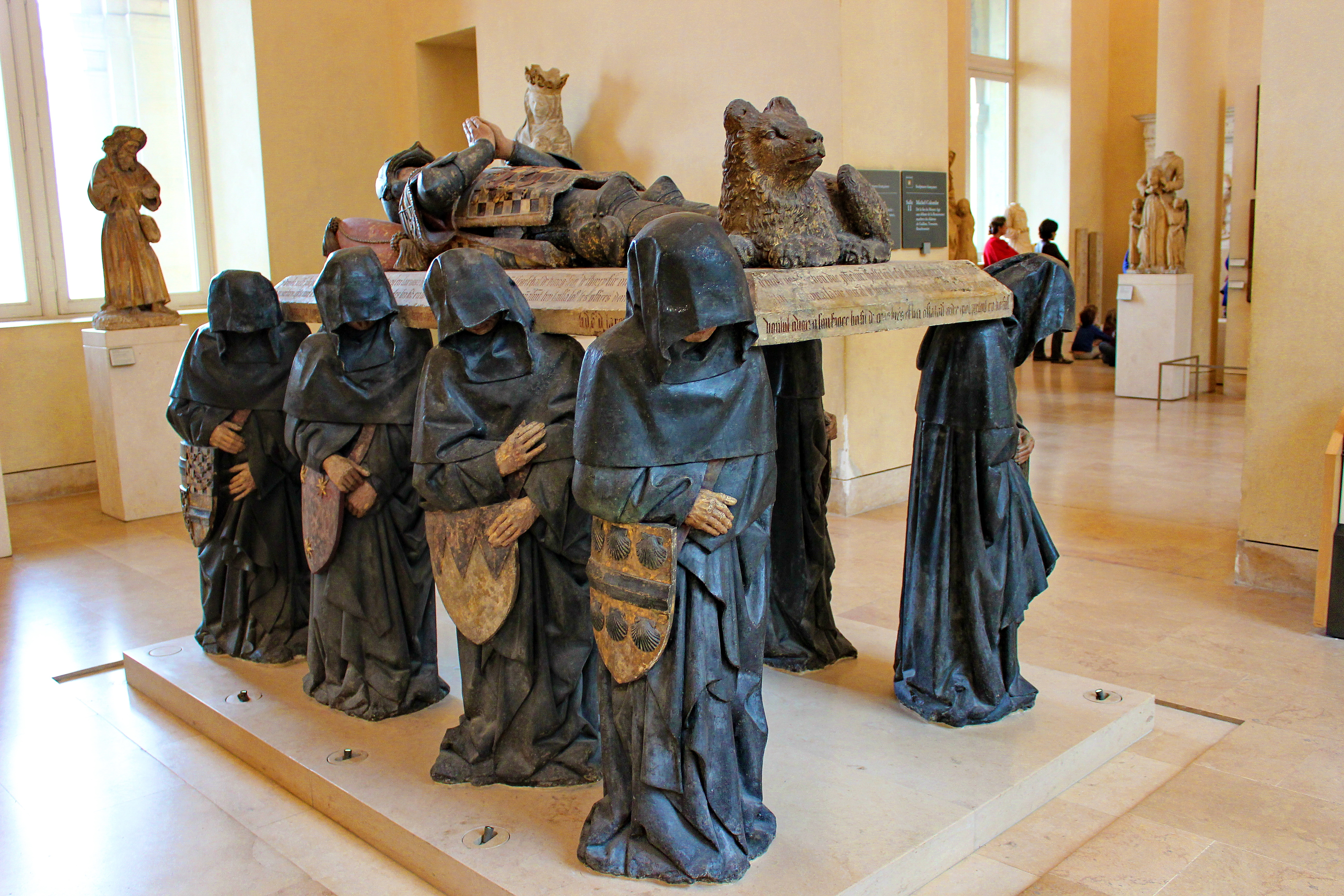
Pleuranten aan het graf van Philippe Pot

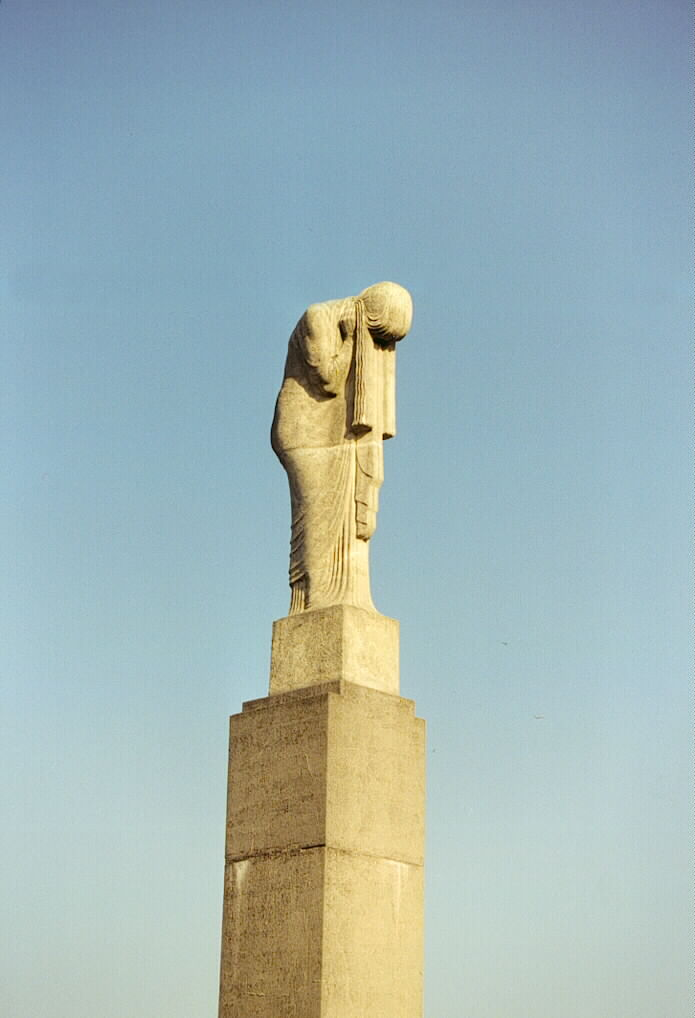
Pleurant of Droefheid - beeldhouwer Geo Verbanck

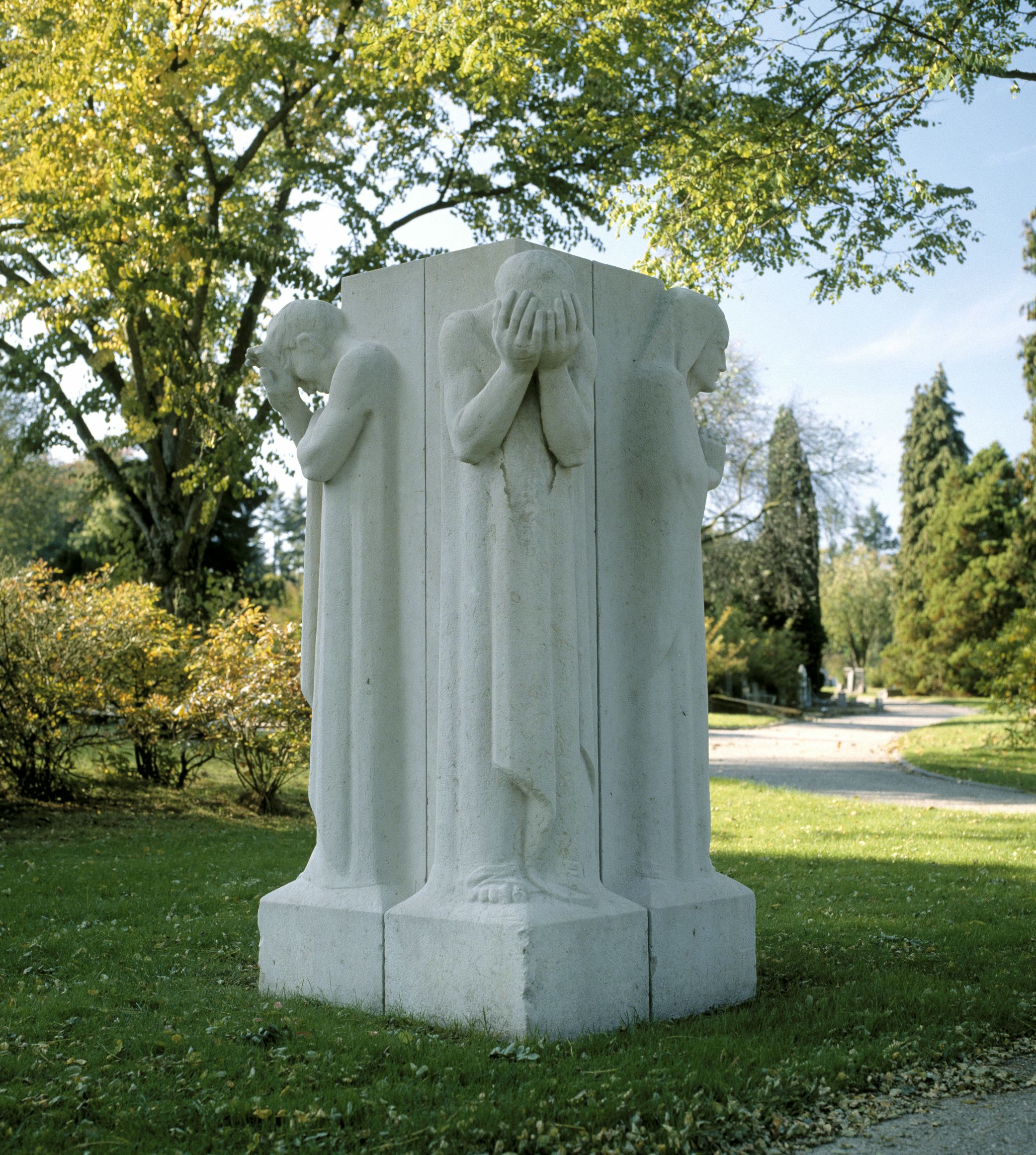
De pleuranten van Mens tegen macht in Arnhem.

Een pleurant of bewener is een term die in de kunstgeschiedenis wordt gebezigd voor een sculptuur van een rouwende figuur. De benaming komt van het Franse pleurant, het tegenwoordig deelwoord (of onvoltooid deelwoord) van het werkwoord pleurer (huilen). Pleuranten worden geplaatst op of tegen een graftombe of monument. Enkele 15e-eeuwse voorbeelden zijn de levensgrote pleuranten aan het graf van de Bourgondische edelman Philippe Pot, de vierentwintig pleuranten aan het praalgraf van Isabella van Bourbon en de pleuranten bij de praalgraven van Filips de Stoute, Jan zonder Vrees en Margaretha van Beieren.
In België zijn aan de toegangspoort van de begraafplaats van Oostende twee meer dan levensgrote pleurants te vinden van de hand van beeldhouwer Geo Verbanck in art-decostijl. 
Een moderner, Nederlands voorbeeld is het oorlogsmonument Mens tegen macht in Arnhem (1953), gemaakt door Gijs Jacobs van den Hof, waar vier pleuranten op de hoeken van de natuurstenen sokkel werden geplaatst die symbool staan voor de wanhoop, berusting, verdriet en vertrouwen. De oorspronkelijke sokkel is in de jaren 70 verwijderd, waarna de pleuranten als groep zijn herplaatst op begraafplaats Moscowa.